# آقچای علیا

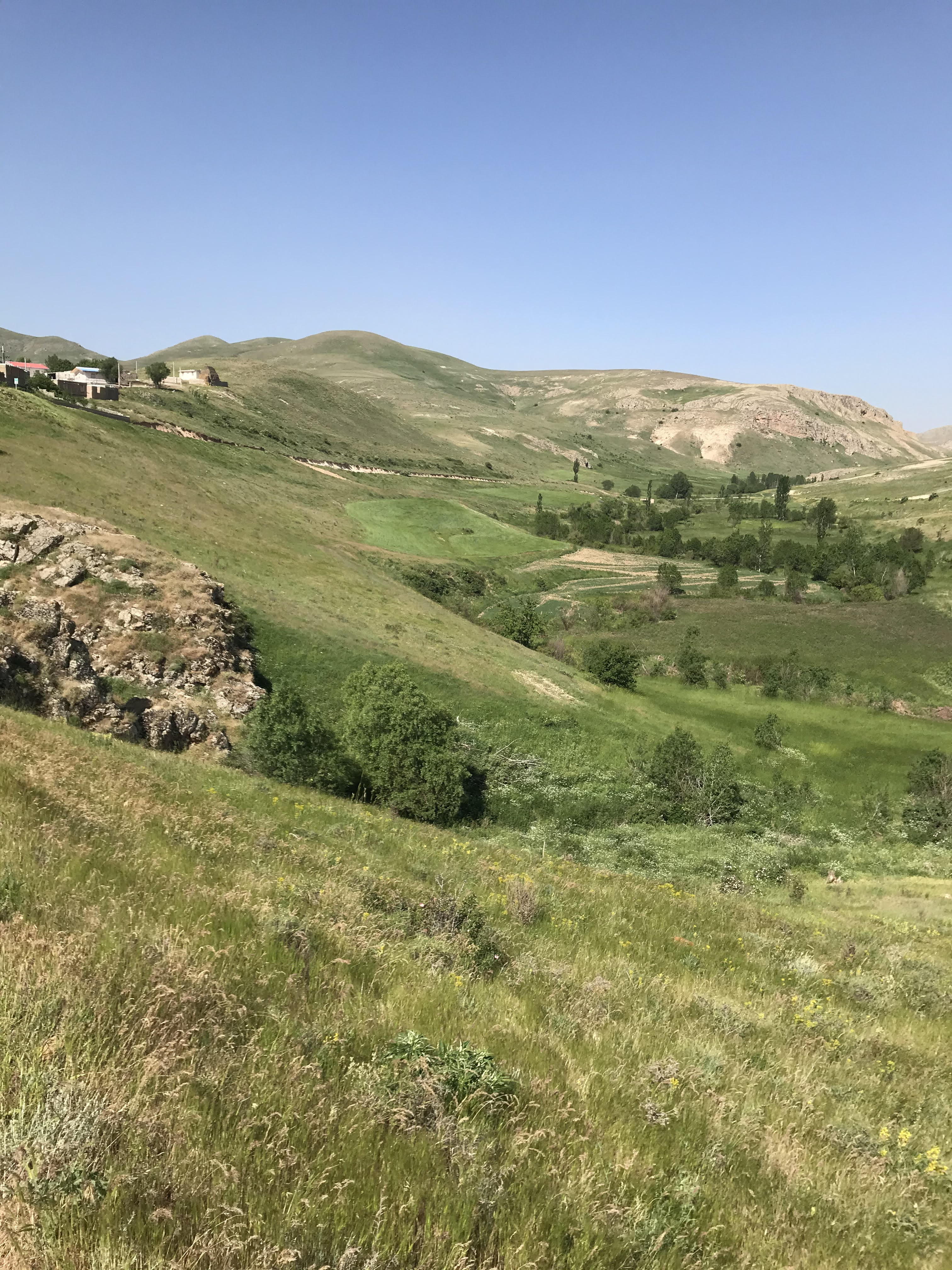
مناظر اطراف ده در فصل بهار

آقچای علیا (به ترکی آذری باش آقچای)روستایی زیبا با چشم اندازهایی بکر در استان اردبیل، شهرستان نیر، بخش کوراییم، دهستان یورتچی شرقی قرار دارد. چشمه های طبیعی با خواص درمانی در اطراف این ده وجود دارد.